# Fuglefjorden
Fuglefjorden is een fjord van het eiland Spitsbergen, dat deel uitmaakt van de Noorse eilandengroep Spitsbergen.
De naam van het fjord betekent vogel fjord.

## Geografie
Het fjord ligt in het noordwesten van Albert I Land en is zuidoost-noordwest georiënteerd met een lengte van ongeveer acht kilometer. Ze mondt in het noordoosten uit in de Noordelijke IJszee.
Op acht kilometer naar het oosten ligt het fjord Raudfjorden en op ongeveer vijf kilometer naar het zuidwesten het fjord Smeerenburgfjorden.